# Ботелл-Вест (Вашингтон)
Ботелл-Вест (англ. Bothell West) — переписна місцевість (CDP) в США, в окрузі Сногоміш штату Вашингтон. Населення — 22 015 осіб (2020).

## Географія
Ботелл-Вест розташований за координатами 47°48′19″ пн. ш. 122°14′27″ зх. д. / 47.80528° пн. ш. 122.24083° зх. д. (47.805218, -122.240703).  За даними Бюро перепису населення США в 2010 році переписна місцевість мала площу 10,92 км², уся площа — суходіл.

## Демографія
Згідно з переписом 2010 року, у переписній місцевості мешкало 16 607 осіб у 6123 домогосподарствах у складі 4401 родини. Густота населення становила 1521 особа/км².  Було 6417 помешкань (588/км²).
Расовий склад населення:
| - 77,1 % — білих - 12,7 % — азіатів - 2,0 % — чорних або афроамериканців - 0,7 % — корінних американців - 0,3 % — вихідців з тихоокеанських островів - 2,7 % — осіб інших рас |

До двох чи більше рас належало 4,5 %. Частка іспаномовних становила 7,2 % від усіх жителів.
За віковим діапазоном населення розподілялося таким чином: 25,4 % — особи молодші 18 років, 65,5 % — особи у віці 18—64 років, 9,1 % — особи у віці 65 років та старші. Медіана віку мешканця становила 36,4 року. На 100 осіб жіночої статі у переписній місцевості припадало 96,7 чоловіків;  на 100 жінок у віці від 18 років та старших — 96,5 чоловіків також старших 18 років.
Середній дохід на одне домашнє господарство  становив 98 116 доларів США (медіана — 86 723), а середній дохід на одну сім'ю — 111 263 долари (медіана — 101 477). Медіана доходів становила 74 755 доларів для чоловіків та 53 657 доларів для жінок. За межею бідності перебувало 5,4 % осіб, у тому числі 5,3 % дітей у віці до 18 років та 7,5 % осіб у віці 65 років та старших.
Цивільне працевлаштоване населення становило 9869 осіб. Основні галузі зайнятості: освіта, охорона здоров'я та соціальна допомога — 17,8 %, науковці, спеціалісти, менеджери — 14,6 %, виробництво — 13,2 %, роздрібна торгівля — 12,1 %.